# Jure Zdovc
Jure Zdovc (* 13. prosince 1966 Maribor) je bývalý slovinský basketbalista a od roku 2017 hlavní trenér záhřebského klubu KK Cedevita.
Na postu rozehrávače hrál od roku 1983 jugoslávskou ligu za KK Olimpija. Od roku 1988 byl členem jugoslávské reprezentace, s níž získal stříbrnou medaili na olympiádě 1988 v Soulu, vyhrál mistrovství Evropy v basketbalu mužů 1989 a mistrovství světa v basketbalu mužů 1990. Startoval také na mistrovství Evropy v basketbalu mužů 1991, ale v jeho průběhu došlo k vyhlášení nezávislosti Slovinska a Zdovc jugoslávskou reprezentaci opustil, tým však nakonec vyhrál turnaj i bez něj. Poté odešel do italského klubu Virtus Bologna, v roce 1993 vyhrál s Limoges CSP Euroligu. Poté hrál v Řecku za Iraklis a Panionios, v závěru kariéry se vrátil do Olimpije a získal s ní slovinský titul v letech 1999 a 2002. Od roku 2003 působí jako trenér, v roce 2009 dovedl Olimpiji k mistrovskému titulu a slovinskou reprezentaci ke čtvrtému místu na mistrovství Evropy. Při působení v BK Spartak Petrohrad byl v roce 2012 zvolen nejlepším trenérem ULEB Eurocupu. V roce 2020 byl uveden do Síně slávy Mezinárodní basketbalové federace.